# Anastrepha pulchella
Anastrepha pulchella är en tvåvingeart som beskrevs av Allen L.Norrbom 2002. Anastrepha pulchella ingår i släktet Anastrepha och familjen borrflugor.
Artens utbredningsområde är Panama. Inga underarter finns listade i Catalogue of Life.